# Châteaufort (Alpes-de-Haute-Provence)
Châteaufort ist eine französische Gemeinde mit 25 Einwohnern (Stand 1. Januar 2022) im Département Alpes-de-Haute-Provence in der Region Provence-Alpes-Côte d’Azur. Sie gehört zum Arrondissement Forcalquier und zum Kanton Seyne. Die Bewohner nennen sich Castelfortois.
Die Gemeinde grenzt im Norden an La Motte-du-Caire und Clamensane, im Osten an Valavoire, im Südosten an Saint-Geniez, im Südwesten an Valernes und im Westen an Nibles. Der Dorfkern befindet sich auf 683 Meter ü. d. M.

## Bevölkerungsentwicklung
| Jahr      | 1962 | 1968 | 1975 | 1982 | 1990 | 1999 | 2008 | 2016 |
| --------- | ---- | ---- | ---- | ---- | ---- | ---- | ---- | ---- |
| Einwohner | 42   | 29   | 26   | 25   | 30   | 28   | 25   | 29   |